# Јазбина белог црва
Јазбина белог црва (енгл. The Lair of the White Worm) британски је комични хорор филм из 1988. године, редитеља Кена Расела, са Амандом Донохо, Хјуом Грантом, Катарином Оксенберг, Питером Капалдијем, Семи Дејвис и Стратфордом Џонсом у главним улогама. Рађен је по истоименом роману Брема Стокера, чијим делима се дивио Кен Расел, који је претходно написао и сценарио за филмску адаптацију Дракуле, која никада није снимљена.
Снимање је трајало 7 недеља, од средине фебруара до средине априла 1988. Филм је премијерно приказан 14. септембра 1988, у дистрибуцији продукцијске куће Вестрон пикчерс. Добио је претежно позитивне оцене критичара. На сајту Ротен томејтоуз оцењен је са 68%. Био је номинован за две Награде Сатурн и то у категоријама најбоље главне глумице (Аманда Донохо) и најбољи костим (Мајкл Џефри).
Расел је касније изјавио да је задовољан што је филм постао култни класик и што је добро прихваћен у другим земљама, иако у Великој Британији није. Аманда Донохо је једном приликом изјавила да су постојали планови за наставак, али да никада нису реализовани.

## Радња
Ангус Флинт, шкотски студент археологије, током ископавања у Дарбиширу, проналази лобању џиновске змије у близини хотела за ноћење са доручком, које воде сестре Мери и Ив Трент. У њихово суседство се убрзо досељује мистериозна Силвија Марш, која покушава да украде лобању.

## Улоге
| Глумац             | Улога                     |
| ------------------ | ------------------------- |
| Хју Грант          | лорд Џејмс Д'Емптон       |
| Аманда Донохо      | дама Силвија Марш         |
| Катарина Оксенберг | Ив Трент                  |
| Питер Капалди      | Ангус Флинт               |
| Семи Дејвис        | Мери Трент                |
| Статфорд Џонс      | Питерс                    |
| Пол Брук           | Пи Си Ерни                |
| Имоџен Клер        | Дороти Трент              |
| Крис Пит           | Кевин                     |
| Џина Маки          | медицинска сестра Гледвел |
| Кристофер Гејбл    | Џо Трент                  |